# Dick Powell
Richard Ewing (Dick) Powell (Mountain View (Arkansas), 14 november 1904 – Los Angeles (California), 2 januari 1963) was een Amerikaanse acteur, filmregisseur, zanger en producer.

## Loopbaan
Powell begon zijn carrière in de showbusiness als zanger met een eigen muziekgroepje. Maar pas in 1932 werd hij opgemerkt door Warner Brothers, dat hem een contract aanbood. Hij maakte zijn filmdebuut in de rol van leadzanger in Blessed Event. Zijn ster rees door de vertolkingen van jongensachtige crooners in verschillende musicals. Hij werd vaak gecast naast collega-acteurs als Ruby Keeler en Joan Blondell. Powell wilde heel graag zijn horizon wat verruimen door andere rollen te vertolken, maar dit werd niet toegestaan door Warner Brothers.
Na zijn veertigste, toen zijn dagen als jonge romantische hoofdacteur achter hem lagen, ging hij aan het lobbyen en nam hij een screentest voor de hoofdrol in de film Double Indemnity. Hij werd niet gekozen voor de hoofdrol; deze ging naar Fred MacMurray. Het succes dat MacMurray oogstte in de film, motiveerde Powell nog meer om zich voortaan te concentreren op grotere projecten. In 1944 nam zijn carrière een wending toen hij werd gecast in de eerste van een reeks films noirs: hij speelde de rol van de hard-boiled detective Philip Marlowe in Murder, My Sweet geregisseerd door Edward Dmytryk. Het werd een groot succes en Powell had zich hiermee bevestigd als drama-acteur.
Het volgende jaar zouden Powell en Dmytryk opnieuw samenwerken om de film Cornered te maken, een aangrijpende naoorlogse thriller, die mee de film noirstijl hielp bepalen.
Powell werd een populaire tough guy (gangster) hoofdacteur in films als Johnny O'Clock en The Tall Target. Zelfs toen hij later rollen vertolkte in een lichter genre zoals Mrs.Mike en The Reformer and the Redhead zou hij echter nooit meer zingen.
Van 1949 tot 1953 vertolkte Powell de hoofdrol in een NBC-radiotheaterproductie Richard Diamond, Private Detective. Zijn rol in het wekelijkse 30 minuten durende stukje was die van een sympathieke en gevatte detective.
In de jaren vijftig regisseerde en produceerde Powell verscheidene B-films. Hij was een van de medeoprichters van Four Star Television, een filmstudio en productiehuis . Hij acteerde in en gaf leiding aan verscheidene films van deze filmstudio. Zijn film The Enemy Below, gebaseerd op het boek van Denys Rayner, won een Academy Award voor special effects.
Powell stierf in 1963 op 58-jarige leeftijd aan de gevolgen van maligne lymfoom. Hij was een van de vele medewerkers van de film The Conqueror uit (1956) die aan een soortgelijke ziekte zijn overleden.
De film werd opgenomen in Utah nabij een vroegere testsite voor bovengrondse kernproeven. Men vermoedt, maar het is tot hiertoe nog niet bewezen, dat de draailocatie mogelijk de oorzaak is van de kanker waaraan Powell en zijn collega's zijn overleden.
- Bibsys: 90245865
- Biblioteca Nacional de España: XX1411858
- Bibliothèque nationale de France: cb13926152h (data)
- Catàleg d'autoritats de noms i títols de Catalunya: 981058514141706706
- Gemeinsame Normdatei: 135519489
- International Standard Name Identifier: 0000 0000 8094 4319
- Library of Congress Control Number: n82071457
- MusicBrainz: 48590214-da26-46c9-ab27-b4b84256667e
- National Archives and Records Administration: 10570170
- Nationale Bibliotheek van Tsjechië: xx0162422
- Nationale Bibliotheek van Israël: 987007434605105171
- Nationale Bibliotheek van Polen: a0000003437916
- Nederlandse Thesaurus van Auteursnamen: 071950672
- SNAC: w6tj0c61
- Système universitaire de documentation: 128529202
- Trove: 1015693
- Virtual International Authority File: 14960658
- WorldCat: E39PBJvtbg8XK6HhwwXtYRfjG3